# Saint-Lactencin
Saint-Lactencin är en kommun i departementet Indre i regionen Centre-Val de Loire i de centrala delarna av Frankrike. Kommunen ligger i kantonen Buzançais som tillhör arrondissementet Châteauroux. År 2022 hade Saint-Lactencin 410 invånare.

## Befolkningsutveckling
Antalet invånare i kommunen Saint-Lactencin
Referens:INSEE